# نقاشی های دیواری ترا
نقاشی‌های دیواری ترا باستان، نقاشی‌های دیواری معروفی هستند که توسط اسپیریدون ماریناتوس در حفاری‌های آکروتیری در جزیره یونانی سانتورینی (یا ترا) کشف شد، آنها به عنوان بخشی از هنر مینوسی در نظر گرفته می‌شوند، اگرچه فرهنگ ترا تا حدودی با کرت متفاوت بود و روابط سیاسی بین دو جزیره در آن زمان نامشخص است. آنها این مزیت را دارند که عمدتاً در شرایط کامل تری، هنوز بر روی دیوارهایشان، نسبت به نقاشی‌های مینوی از کنوسوس و سایر مکان‌های کرت، حفاری شده‌اند.

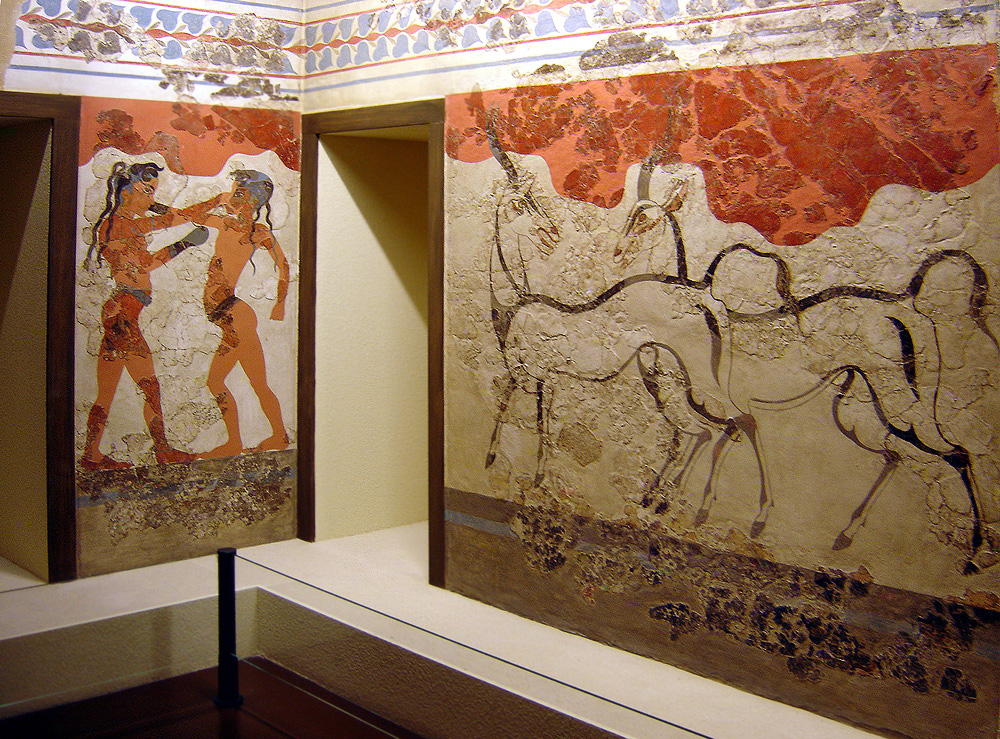
نقاشی‌های آکروتیری از پسران بوکس (احتمالاً دختران) و غزال‌ها در موزه ملی باستان‌شناسی آتن.

بیشتر نقاشی‌های دیواری اکنون در موزه ماقبل تاریخ ترا در سانتورینی یا موزه باستان‌شناسی ملی آتن هستند که چندین مورد از کامل‌ترین و معروف‌ترین صحنه‌ها را دارد.

## اهمیت
نقاشی‌های دیواری که از سال ۱۹۶۷ تا ۱۹۷۴ کاوش شده‌اند، دریچه‌ای مهم به تاریخ سانتورینی ارائه می‌کنند و دنیای اولیه دریای اژه را به عنوان یک جامعه بسیار توسعه یافته به تصویر می‌کشند. از میان تمام یافته‌های کشف‌شده در آکروتیری، این نقاشی‌های دیواری مهم‌ترین کمک به دانش امروزی هنر و فرهنگ اژه است، این نقاشی‌ها از نظر تکنیک، سبک و محتوای موضوعی، موضوعات ارزشمندی برای مطالعه باستان شناسان، مورخان هنر، جانورشناسان، گیاه شناسان و شیمیدانان هستند، این نقاشی‌ها که در اصل بر روی دیوارهای خانه‌های باستانی تران نمایش داده می‌شوند، چهره‌های باستانی، آداب و رسوم و رویدادهای تاریخی را به تصویر می‌کشند.

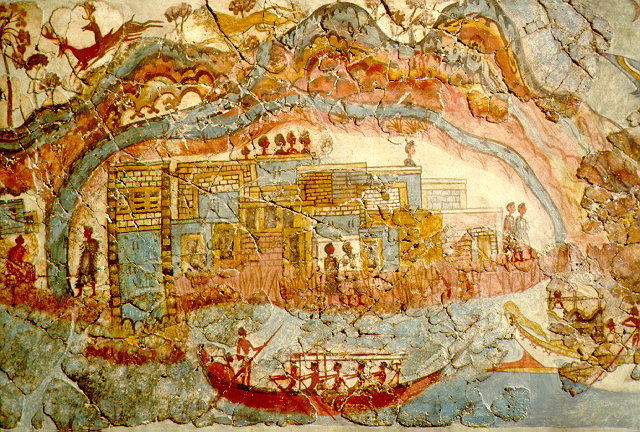
نقاشی دیواری کشتی، آکروتیری، ترا.

## تکنیک
برای آماده‌سازی دیوارهای سنگی ساختمان‌ها برای نقاشی دیواری، ابتدا دیوارها را با مخلوطی از گل و کاه پوشاندند، سپس با گچ آهکی و در آخر لایه‌هایی از گچ ظریف را پوشاندند، پالت نقاشی‌ها شامل سفید (از گچ آهکی)، قرمز (برگرفته از خاک آهنی و هماتیت)، زرد (از اخرای زرد)، آبی (آبی مصری، بنفش یا احتمالاً لاجوردی) و سیاه معدنی است. هنرمندان باستانی ترانه از رنگ‌های خود استفاده کامل می‌کردند: زرد برای خز طلایی شیرها یا پوست جوانان و به‌عنوان پایه‌ای برای سبز روشن برای گیاهان رنگ‌آمیزی مانند مرت استفاده می‌شد، آبی به عنوان خاکستری تیره برای نشان دادن پرندگان، پوست حیوانات، فلس‌های ماهی و سرهای تراشیده شده چهره‌های جوان استفاده می‌شد. آبی تیره همچنین برای نشان دادن رنگ سبز تیره پیچک، پاپیروس، زنبق، نی و درختان نخل استفاده شد، رنگ سفید نشان‌دهنده پوست کم‌رنگ چهره‌های زنانه است، در حالی که قرمز برای پوست تیره‌تر و برنزه‌شده مردانه استفاده می‌شود.

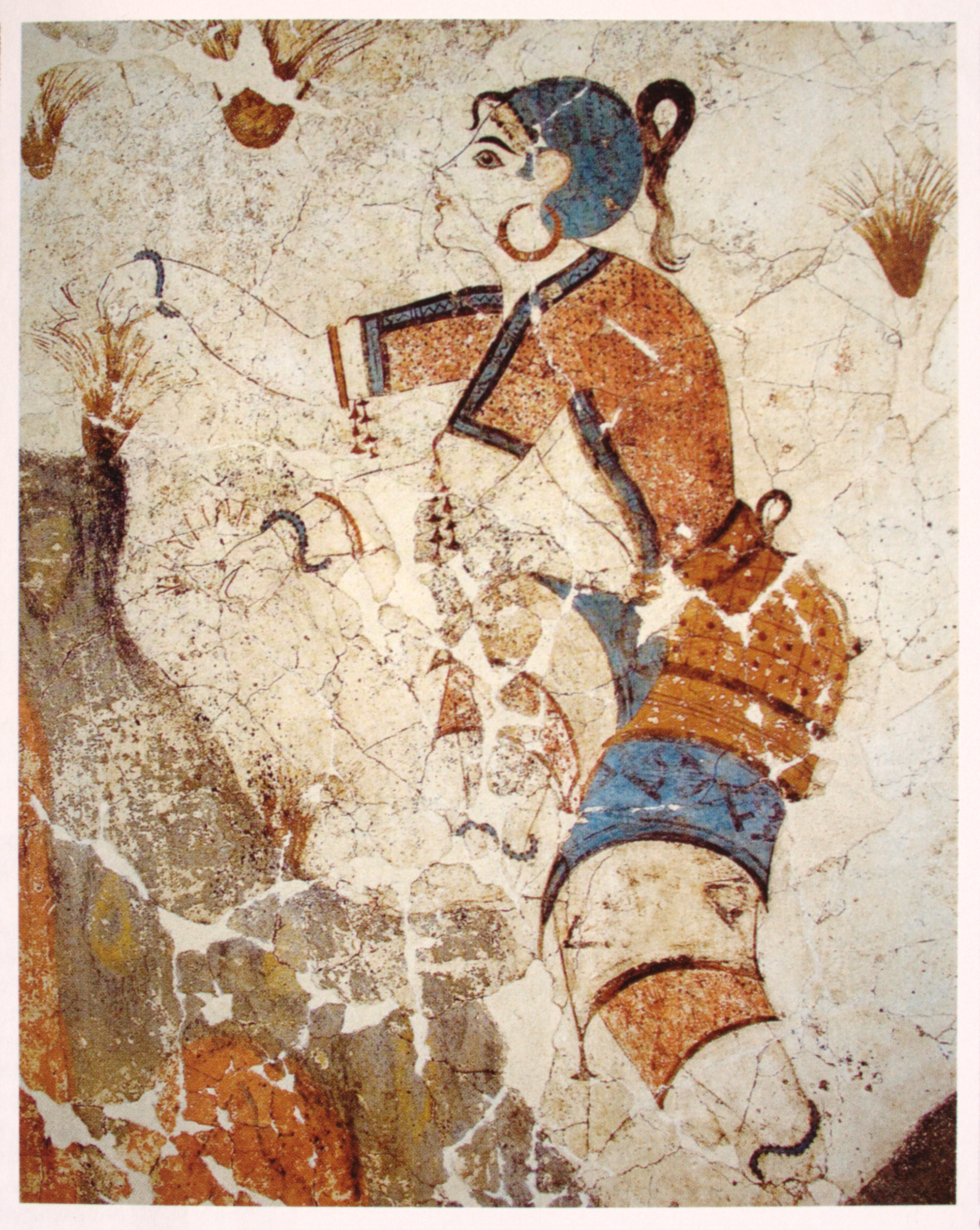
جمع‌آوری زعفران در نقاشی دیواری از آکروتیری، ترا.

## نمایشگاه‌ها
گذشته
- موزه‌های رومر و پلیزائوس، هیلدسهایم، آلمان، ۱۹۹۳: «روابط مصر و مینو»
- موزه شهر وین، وین، اتریش، ۱۹۹۴: «فرعون‌ها و بیگانگان، سلسله‌ها در تاریکی»

Salon International de Musées et ● de Exposicion (SIME)، پاریس، فرانسه، ۱۹۹۴
- مرکز کنفرانس پتروس ام.
- پاریس، فرانسه، ۱۹۹۹–۲۰۰۰: «اروپا در زمان اولیس، خدایان و قهرمانان عصر برنز»

حاضر شود
این آثار در حال حاضر در سانتوزئوم، موزه ای در سانتورینی که به عنوان یک اقامتگاه خصوصی دو برابر می‌شود، به نمایش گذاشته شده است، بازتولیدها بر روی دیوارهای داخلی خانه نشان داده شده است، همان‌طور که در دوران باستان در نظر گرفته شده بودند، به عنوان تزئینات داخلی خانه‌های اژه ای.

## در ادامه مطلب
- دوماس، کریستوس جی (۱۹۸۳). ترا، پمپئی اژه باستان: حفاری در آکروتیری ۱۹۶۷–۱۹۷۹. لندن: تیمز و هادسون.
- مورگان، لیویا (۱۹۸۸). نقاشی‌های دیواری مینیاتوری ترا: مطالعه ای در فرهنگ و شمایل نگاری دریای اژه. نیویورک: انتشارات دانشگاه کمبریج. شابک ۰۵۲۱۲۴۷۲۷۶.